# Río San Cristóbal
Río San Cristóbal (en tagalo: Ilog ng San Cristobal) es un sistema fluvial en la ciudad de Calamba, al norte de las Filipinas. Es uno de los 21 principales afluentes de la Laguna de Bay.
Junto con el río San Juan, es uno de los dos ríos principales que constituyen el principal medio por el cual el agua de Calamba drena en Laguna de Bay. Su cuenca cubre la ciudad de Calamba y Cabuyao en Laguna y la ciudad de Tagaytay y el municipio de Silang en Cavite.
El río San Cristóbal forma el límite norte de Calamba, con el otro lado del río siendo territorio de los municipios de Silang, Cavite y Cabuyao, Laguna.